# 1985年バレーボール女子北中米選手権
1985年バレーボール女子北中米選手権（1985 Women's NORCECA Volleyball Championship）は、1985年にドミニカ共和国のサンティアゴで開催された、北中米バレーボール連盟主催の第9回バレーボール北中米選手権女子大会。
出場国は10カ国。キューバが3大会ぶり5回目の優勝を飾った。

## 出場国
- オランダ領アンティル
- カナダ
- キューバ
- グアテマラ
- ハイチ
- アメリカ領ヴァージン諸島
- パナマ
- プエルトリコ
- ドミニカ共和国
- アメリカ合衆国

## 最終結果
| 1985年女子北中米選手権優勝国 |
| ---------------------------- |
| · キューバ · 3大会ぶり5回目  |

| 順位 | 国                       |
| ---- | ------------------------ |
| 1    | キューバ                 |
| 2    | アメリカ合衆国           |
| 3    | カナダ                   |
| 4    | プエルトリコ             |
| 5    | ドミニカ共和国           |
| 6    | ハイチ                   |
| 7    | オランダ領アンティル     |
| 8    | パナマ                   |
| 9    | グアテマラ               |
| 10   | アメリカ領ヴァージン諸島 |